# Pirveli Liga 2012/2013
Pirveli Liga 2012/2013 var den 24:e säsongen av den georgiska fotbollsligan Pirveli Liga. Säsongen inleddes den 25 augusti 2012 och avslutades den 27 maj 2013. Två klubbar flyttades upp efter säsongen: Guria Lantjchuti som vann grupp A och Spartaki Tschinvali som vann grupp B.

## Upplägg
I ligan spelade 24 lag, uppdelade i två grupper (A och B, 12 i varje). Dock spelade klubben Aieti Sochumi i grupp B inga matcher vilket ledde till att klubbarna i den gruppen fick spela ett antal extra matcher per klubb. Ligasystemet går ut på att vinnaren av grupp A och B blev direkt uppflyttade till Umaghlesi Liga. De två klubbar som slutar sist i vardera grupp flyttades ner till Meore Liga.

### Klubbar
| Klubb               | Hemmaarena                       | Publik- kapacitet |
| ------------------- | -------------------------------- | ----------------- |
| Dinamo II-Tbilisi   | Dinamos dighmis satsvrtneli baza | 1 000             |
| FK Gagra            | Meranis stadioni                 | 2 000             |
| Guria Lantjchuti    | Evgrapi Sjevardnadze-stadion     | 22 000            |
| STU Tbilisi         | Sport kompleksi Sjatili          | 2 000             |
| Imereti Choni       | Tsentraluri stadioni Martvili    | 3 000             |
| Skuri Tsalendzjicha | Sasja Kvaratschelia-stadion      | 4 500             |
| Sasko Tbilisi       | Sport-kompleksi Sjatili          | 2 000             |
| Betlemi Keda        | Tsentraluri                      | 1 000             |
| FK Tjiatura         | Temur Maghradze-stadion          | 11 700            |
| Ratja Ratja         | Vladimer Botjorisjvili-stadion   | 6 000             |
| Sulori Vani         | Grigol Nikoleisjvili-stadion     | 2 000             |
| Mesjachte Tqibuli   | Vladimer Botjorisjvili-stadion   | 6 000             |

| Klubb                  | Hemmaarena                        | Publik- kapacitet |
| ---------------------- | --------------------------------- | ----------------- |
| Adeli Batumi           | Adelis stadioni                   | 1 000             |
| Aieti Sochumi          | Sport kompleksi Sjatili           | 2 000             |
| Samgurali Tsqaltubo    | Stadioni 26 Maisi                 | 12 000            |
| Algeti Marneuli        | Tsentraluri Stadioni              | 2 000             |
| Spartaki Tschinvali    | Micheil Meschi-stadion            | 25 453            |
| Lokomotivi Tbilisi     | Samguramos sapechburtos kompleksi | 700               |
| Kolcheti Chobi         | Tsentraluri stadioni Chobi        | 12 000            |
| Mertschali Ozurgeti    | Munitsipaluri stadioni Ozurgeti   | 3 500             |
| FK Samtredia           | Erosi Mandzjgaladze-stadion       | 2 000             |
| Tjcherimela Charagauli | Soso Abasjidze-stadion            | 2 000             |
| Sjukura Kobuleti       | Sjukura-stadion                   | 2 000             |
| Liachvi Atjabeti       | Kartlis stadioni Gori             | 1 500             |

## Tabell

### Grupp A
| Nr | Lag                  | S  | V  | O | F  | GM  | IM | MS  | P  |
| -- | -------------------- | -- | -- | - | -- | --- | -- | --- | -- |
| 1  | Guria Lantjchuti (U) | 33 | 27 | 4 | 2  | 86  | 20 | +66 | 85 |
| 2  | Dinamo-II Tbilisi    | 33 | 21 | 6 | 6  | 100 | 42 | +58 | 69 |
| 3  | Sasko Tbilisi        | 33 | 20 | 4 | 9  | 84  | 38 | +46 | 64 |
| 4  | FK Gagra             | 33 | 16 | 5 | 12 | 63  | 46 | +17 | 53 |
| 5  | Mesjachte Tqibuli    | 33 | 13 | 6 | 14 | 42  | 66 | −24 | 45 |
| 6  | FK Tjiatura          | 33 | 12 | 7 | 14 | 39  | 47 | −8  | 43 |
| 7  | Imereti Choni        | 33 | 12 | 7 | 14 | 37  | 46 | −9  | 43 |
| 8  | STU Tbilisi          | 33 | 12 | 3 | 18 | 63  | 75 | −12 | 39 |
| 9  | Skuri Tsalendzjicha  | 33 | 10 | 8 | 15 | 33  | 51 | −18 | 38 |
| 10 | Betlemi Keda         | 33 | 10 | 5 | 18 | 40  | 76 | −36 | 35 |
| 11 | Sulori Vani          | 33 | 7  | 4 | 22 | 30  | 72 | −42 | 25 |
| 12 | Ratja Ratja (N)      | 33 | 7  | 3 | 23 | 39  | 77 | −38 | 24 |

### Grupp B
| Nr | Lag                     | S  | V  | O  | F  | GM | IM | MS  | P  |
| -- | ----------------------- | -- | -- | -- | -- | -- | -- | --- | -- |
| 1  | Spartaki Tschinvali (U) | 30 | 25 | 2  | 3  | 82 | 15 | +67 | 77 |
| 2  | Lokomotivi Tbilisi      | 30 | 19 | 6  | 5  | 70 | 29 | +41 | 63 |
| 3  | Sjukura Kobuleti        | 30 | 19 | 4  | 7  | 56 | 25 | +31 | 61 |
| 4  | Kolcheti Chobi          | 30 | 18 | 3  | 9  | 43 | 28 | +15 | 57 |
| 5  | FK Samtredia            | 30 | 17 | 4  | 9  | 53 | 37 | +16 | 55 |
| 6  | Samgurali Tsqaltubo     | 30 | 13 | 7  | 10 | 59 | 48 | +11 | 46 |
| 7  | Algeti Marneuli         | 30 | 10 | 3  | 17 | 39 | 55 | −16 | 33 |
| 8  | Mertschali Ozurgeti     | 30 | 5  | 10 | 15 | 37 | 52 | −15 | 25 |
| 9  | Tjcherimela Charagauli  | 30 | 6  | 2  | 22 | 34 | 91 | −57 | 20 |
| 10 | Liachvi Atjabeti        | 30 | 4  | 6  | 20 | 29 | 74 | −45 | 18 |
| 11 | Adeli Batumi            | 30 | 4  | 3  | 23 | 27 | 75 | −48 | 15 |
| 12 | Aieti Sochumi (N)       | 0  | 0  | 0  | 0  | 0  | 0  | 0   | 0  |